# Biuletyn Zachodnio-Słowiański
Biuletyn Zachodnio-Słowiański, od 1942 r. Ruch Zachodnio-Słowiański – polski emigracyjne pismo ukazujące 1940 do 1942 roku w Szkocji. Redaktorem naczelnym byli Tadeusz Sulimirski i Zygmunt Sławiński. Pismo było poświęcone idei federalistycznej w Europie Środkowej (Polacy, Czesi, Słowacy, Serbołużyczanie). Ukazało się 7 numerów. Z pismem stale współpracowali: Jerzy Lerski, Józef Jasnowski. 